# 清滝 (東広島市)
清滝（きよたき）は、広島県東広島市にある滝。黒瀬川の支流、清滝川にかかる滝である。

## 概要
- 落差は4.4mである。
- 深堂山の登山道の途中にあり、登山道から300mほど歩くとたどり着ける。
- 川をさかのぼってもたどり着ける。その場合、滝を下から見上げることになる。
- 柵が設置されているが、そこから少し下に降りた場所のほうがよく見える。
- これより上にもう一つ落差2mほどの小さい滝があるが、こちらは川を上っていかないと見られない。
- 西日本豪雨により登山道が崩落し、現在も整備されていない。

## 交通アクセス
- 東広島市立磯松中学校前から、広島県道80号東広島向原線を北上、山陽自動車道の手前で左折、そのまま西へ進み、右手に送電鉄塔がある交差点を右に入ると、登山口がある。